# Surtur (měsíc)
Surtur (vyslovováno /ˈsɜrtər/) je malý měsíc planety Saturn. Jeho objev byl oznámen 26. června 2006 vědeckým týmem, jehož členy jsou Scott S. Sheppard, David C. Jewitt, Jan Kleyna a Brian G. Marsden. Nalezen byl během pozorování provedených mezi lednem a dubnem 2006. Po svém objevu dostal dočasné označení S/2006 S 7. V dubnu 2007 byl nazván Surtur, po obru jménem Surtr, patřícího do norské mytologie. Dalším jeho názvem je Saturn XLVIII. 
Surtur patří do skupiny Saturnových měsíců nazvaných Norové.

## Vzhled měsíce
Předpokládá se, že průměr měsíce Surtur je přibližně 6 kilometrů (odvozeno z jeho albeda).

## Oběžná dráha
Surtur obíhá Saturn po retrográdní dráze v průměrné vzdálenosti 22,2 milionů kilometrů. Oběžná doba je 1238,6 dní.